# Садки (зупинний пункт)
Садки — пасажирський зупинний пункт Сумської дирекції Південної залізниці на електрифікованій лінії Люботин-Західний — Полтава-Південна між роз'їздом Мар'їне (2,6 км) та станцією Водяна (5,1 км). Розташований в селі Високопілля Богодухівського району Харківської області.

## Пасажирське сполучення
На зупинному пункті Садки зупиняються  приміські поїзди напрямку Полтава — Огульці.